# Dimorphia aureonigra
Dimorphia aureonigra är en tvåvingeart som först beskrevs av Eugène Séguy 1937.
Dimorphia aureonigra ingår i släktet Dimorphia och familjen husflugor. Artens utbredningsområde är Kongo. Inga underarter finns listade i Catalogue of Life.